# コトウユウキ
コトウユウキ（1979年10月5日 - ）は日本の実業家・ネイリスト・歌人・詩人・ライター・パーソナリティ。
株式会社cozcic(旧社名株式会社オフィスコトウ)代表取締役。株式会社日本システム管理取締役。株式会社日本管理サービス取締役CTO。一般社団法人日本中小企業経営者支援協会副代表理事。本名は小嶋友紀、東京都大田区出身。

## 来歴
4歳からMSXとPC-8801に触れ、10歳頃には見よう見まねでBASICのプログラムを書いていた。また、10歳から父親に絵画の英才教育を受けデッサン漬けの日々を送り、12歳より創作活動(文章・詩・絵画)にのめり込む。18歳で個人サイトを開設し、詩人、ネットアイドル、Webデザイナー、ライター、ラジオパーソナリティなどの肩書きで活動した。
1998年よりWeb制作者となり2000年4月株式会社ガイックス取締役として地域プロバイダ立ち上げ事業を担当後、2002年8月有限会社オレンジボックス代表取締役。退任後、個人事業主を経て2006年6月より株式会社オフィスコトウ代表取締役。
大学在学中は工学部工業化学科ながらNPO法人の設立運営に関する研究に取り組む(のちに中退)。22歳で脱詩人宣言を発表し断筆。
2018年5月、歌人としてしきなみ新人賞優秀賞を「宮岡友紀」名義で受賞。2019年12月、ネイリストとしてINJA InternationalNailCompetition LivingArt Div1にて2位 Fantasy nail Art Tip Box Div1にて3位。

## 社会活動
2003年に勃発したイラク戦争発生時に、当時人気のあったテキストサイトや2ちゃんねる管理人の西村博之、ジャーナリスト江川紹子らの協力を得て、インターネットによる言葉の千羽鶴を作り、イラク戦争に対する違和感を表明しようというwebサイト『千人祈』のプロジェクト主宰者の一人。同サイトは大きな反響を呼び、のちに書籍化された際は詩人として投稿詩の編纂を担当した。

## 出演

### ラジオ番組
- ラジ＠水曜スペシャル「みかか」レギュラー
- エフエムラジオ立川「YOU空Touch Me AREAREA LIVE」月曜アシスタント
- エフエムラジオ立川「TR-844」月曜メインパーソナリティ
- 学大FM「伊藤清光の学大FM」サブパーソナリティ

### 執筆
- ブッキング「ナムコ・ナンジャタウン公式ガイドブック～10周年記念版～」
- ブッキング「全国フードテーマパークガイドブック」
- 鹿砦社「脳天パラダイス」
- ＠グルメぴあ「出口調査隊」
- Color-club.com「コトウユウキのカラコラ！」連載
- MarkeZine「コトウユウキの売れる！メルマガ講座」連載
- 倫理研究所「しきなみ」2019年1月号「子育てTanka日記」　ほか